# Березенщина
Березенщина — село в Україні, у Фастівському  районі Київської області. Населення становить 491 особа.
Входить до Глевахівської селищної громади.

## Історія
У джерелах часів Російської імперії не згадується. Перша згадка - «Населені місця Київщини» (1926) - як «хутір Березанський» на 40 дворів та 186 мешканців.